# Cardionema camphorosmoides
Cardionema camphorosmoides är en nejlikväxtart som beskrevs av Aven Nelson och Macbride. Cardionema camphorosmoides ingår i släktet Cardionema och familjen nejlikväxter. Inga underarter finns listade i Catalogue of Life.